# Cafius
Cafius is een geslacht van kevers uit de familie van de kortschildkevers (Staphylinidae).

## Soorten
- Cafius aguayoi Bierig, 1934
- Cafius algarum (Sharp, 1874)
- Cafius algophilus Broun, 1894
- Cafius andamanensis Coiffait, 1981
- Cafius australis (Redtenbacher, 1867)
- Cafius bistriatus (Erichson, 1840)
- Cafius bisulcatus (Solier, 1849)
- Cafius bryanti Cameron, 1943
- Cafius canescens (Mäklin, 1852)
- Cafius caribeanus Bierig, 1934
- Cafius catenatus Fauvel, 1877
- Cafius caviceps Broun, 1886
- Cafius ceylonicus Bernhauer, 1902
- Cafius cicatricosus (Erichson, 1840)
- Cafius decipiens (LeConte, 1863)
- Cafius flicki Vauloger, 1897
- Cafius fonticola (Erichson, 1840)
- Cafius fucicola Curtis, 1830
- Cafius gigas Lea, 1929
- Cafius histrio (Sharp, 1874)
- Cafius lithocharinus (LeConte, 1863)
- Cafius litoreus (Broun, 1880)
- Cafius luteipennis G. Horn, 1884
- Cafius maritimus (Broun, 1880)
- Cafius martini Cameron, 1927
- Cafius mimulus (Sharp, 1874)
- Cafius mutatus Gemminger & Harold, 1868
- Cafius nasutus Fauvel, 1877
- Cafius nauticus (Fairmaire, 1849)
- Cafius opacus (LeConte, 1863)
- Cafius pacificus (Erichson, 1840)
- Cafius postseriatulus Koch, 1936
- Cafius quadriimpressus (White, 1846)
- Cafius ragazzii Gestro, 1889
- Cafius rufescens Sharp, 1889
- Cafius rufifrons Bierig, 1934
- Cafius sabulosus Fauvel, 1877
- Cafius seminitens G. Horn, 1884
- Cafius seriatus Fauvel, 1877
- Cafius subtilis Cameron, 1922
- Cafius sulcicollis (LeConte, 1863)
- Cafius velutinus Fauvel, 1877
- Cafius vestitus (Sharp, 1874)
- Cafius xantholoma (Gravenhorst, 1806)
- Cafius zealandicus Cameron, 1947